# Stadio Aragona
Stadio Aragona - stadion piłkarski, położony we włoskim mieście Vasto. Swoje mecze rozgrywa na nim klub Serie D/F - FC Pro Vasto.

## Historia
Stadion został otwarty w 1931 roku. Może on pomieścić 5 374 widzów.
Stadio Aragona był w 2008 roku gospodarzem ćwierćfinałów oraz półfinałów towarzyskiego turnieju Trofeo Giacinto Facchetti (którego zwycięzcą okazał się zespół Sampdorii). Mecze rozegrane na nim to:
- 2 czerwca, 20:00 - Udinese Calcio 6:4 Genoa CFC
- 3 czerwca, 20:00 - ACF Fiorentina 2:1 Juventus F.C.
- 4 czerwca, 20:00 - Inter Mediolan 2:1 Udinese Calcio

## Inne
Na stadionie odbyły się również 3 koncerty:
- 1983 r. - Vasco Rossi
- 2007 r. - ?
- 2008 r. - ?